# 巴塞隆拿地鐵4號線

黑色和黃色部分是1966年計劃的4號線，灰色是1974年的4號線

巴塞羅那地鐵4號線是巴塞羅那地鐵的線路之一，線路代表色為黃色。4號線開通於1973年，全長16.7公里，全部路段位於地下。4號線現在共有22個車站。地鐵4號線最初曾規劃為環線，但最後並未按該計劃實施。現在的路線則呈現「C」字形。

## 外部連結
- 维基共享资源上的相關多媒體資源：巴塞隆拿地鐵4號線

41°26′57″N 2°10′56″E / 41.44917°N 2.18222°E